# Velkopopovický Kozel
Velkopopovický Kozel — чеська пивна торговельна марка, що належить одному з лідерів світового ринку пива міжнародній корпорації Asahi Breweries та веде свою історію від 1874 року, в якому розпачала виробництво броварня у селі Великі Поповиці неподалік Праги. 
Наразі є однією з найвідоміших торговельних марок чеського пива, пиво якої продається у понад 20 країнах світу. Пиво під торговельною маркою «Velkopopovický Kozel» також вариться на низці броварень коропорацій Asahi Breweries за межами Чехії, зокрема в Словаччині, Угорщині, Росії та, з 2009 року, й в Україні.

## Історія

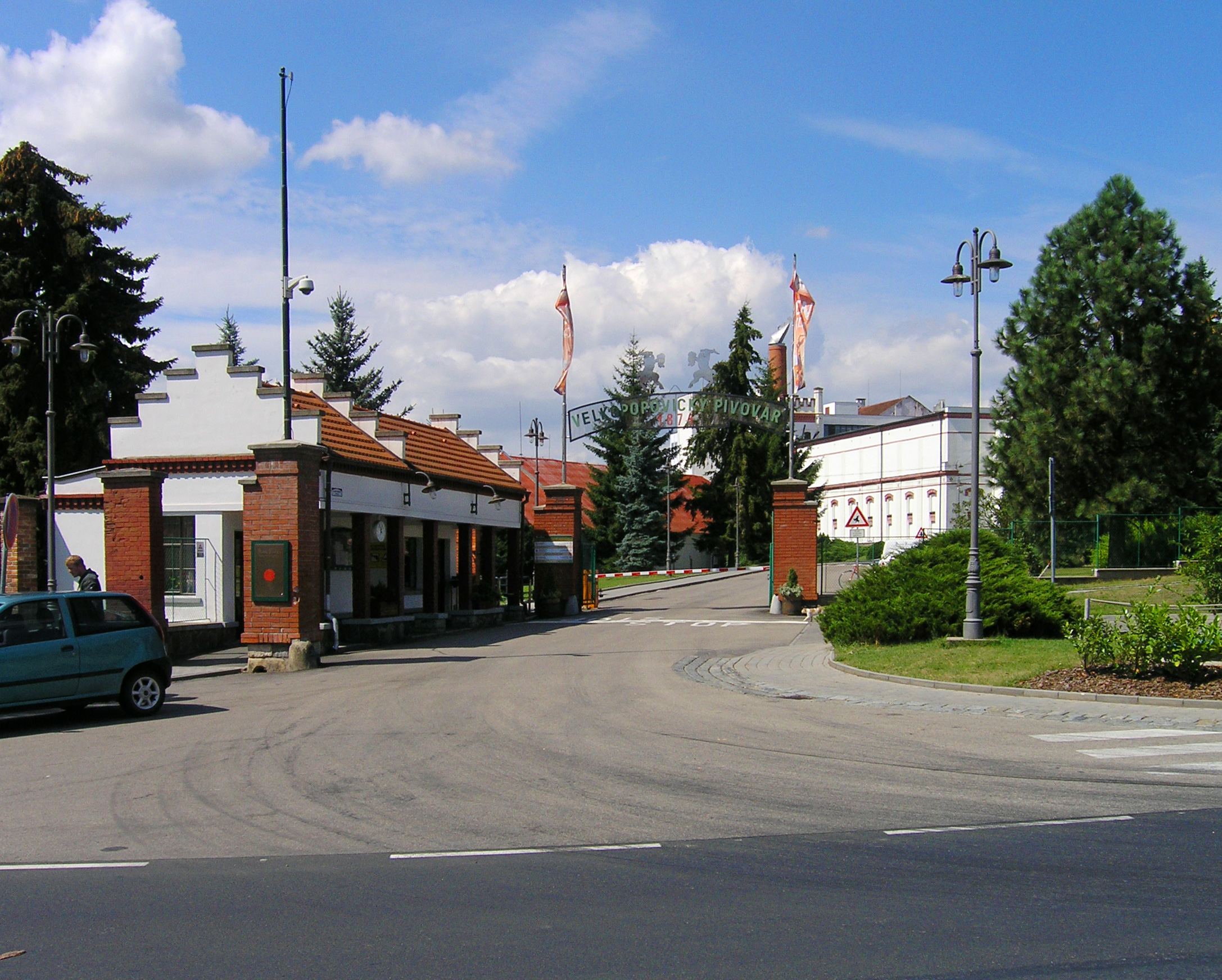
Головні ворота Велкопоповицької броварні

Торговельна марка «Velkopopovický Kozel» веде свою історію від 1874 року, в якому було зварено першу партію пива на броварні у Великі Поповиці. Пиво цієї броварні швидко завоювало прихильність поціновувачів пива у празькому регіоні. З того часу виробництво на броварні припинялося лише під час світових воєн.
Після 1945 року підприємство було націоналізоване, однак це не позначилося на якості продукції. 1991 року було проведено приватизацію броварні у Великі Поповиці, а наступного року її було реорганізовано в акціонерне товариство. 
На початку 1995 року броварня, чиї річні обсяги виробництва пива вже сягали 9,3 мільйонів декалітрів пива, приєдналася до чеської пивоварної групи, очолюваної броварнею «Radegast». У березні 1999 року ця група об'єдналася з пивоварною компанією Plzeňský Prazdroj (виробником пива Pilsner Urquell), а у жовтні того ж року ця об'єднана компанія була придбана південноафриканською пивоварною корпорацією South African Breweries, що пізніше стала фундатором існуючого на сьогодні міжнародного пивоварного гіганта SABMiller. Таким чином у процесі глобалізації пивоварної галузі торговельна марка «Velkopopovický Kozel» стала міжнародною. Пиво під цією ТМ виробляється у низці країн світу, у тому числі з 2009 року вироблялося в Україні на донецькому пивоварному заводі «Сармат». Пізніше виробництво в Україні було поновлене на ПрАТ Абінбев Ефес Україна.

## Асортимент пива
На сьогодні лінійка ТМ «Velkopopovický Kozel» представлена чотирма сортами пива низового бродіння (лагерами):
- Kozel 10 — світле пиво з вмістом алкоголю 4,2%;
- Kozel 11 — світле пиво з вмістом алкоголю 4,6%; виведене на ринок 2005 року;
- Kozel Mistrův ležák — світле пиво з вмістом алкоголю 4,8%;
- Kozel Černý — темне пиво з вмістом алкоголю 3,8%;
- Kozel Řezaný —  Різане пиво з вмістом алкоголю 4,7%;
- Kozel Nealko —  безалкогольне пиво